# Verdes Ecologistas
Os Verdes Ecologistas (em grego: Οικολόγοι Πράσινοι, Oikologoi Prasinoi, OP) é um partido político da Grécia. 
O partido foi fundado em 2002, através da união de vários grupos e associações ecologistas e ambientalistas.
Os Verdes, sozinhos, nunca conseguiram resultados suficientes para eleger deputados para o Parlamento Grego, mas, em 2009, o partido foi capaz de eleger 1 eurodeputado, graças aos 3,5% conseguidos nas eleições europeias desse ano.
Em 2015, o partido decidiu aliar-se ao SYRIZA. Essa união eleitoral, permitiu ao partido, pela primeira vez, eleger deputados para o parlamento nacional, e, também, conseguir ministérios no gabinete de Alexis Tsipras.
O partido é liderado por um comité executivo composto por 6 pessoas, sendo membro do Partido Verde Europeu e da Global Verde.

## Resultados eleitorais

### Eleições legislativas
| Data    | Votos   | %         | Deputados | +/- | Status            | Notas                |
| ------- | ------- | --------- | --------- | --- | ----------------- | -------------------- |
| 2007    | 75 529  | 1,1 (#6)  | 0 / 300   |     | Extra-parlamentar |                      |
| 2009    | 173 589 | 2,5 (#6)  | 0 / 300   | =   | Extra-parlamentar |                      |
| 05/2012 | 185 485 | 2,9 (#8)  | 0 / 300   | =   | Extra-parlamentar |                      |
| 06/2012 | 54 408  | 0,9 (#10) | 0 / 300   | =   | Extra-parlamentar |                      |
| 01/2015 | N/D     | N/D       | 1 / 300   | 1   | Governo           | nas listas do SYRIZA |
| 09/2015 | N/D     | N/D       | 2 / 300   | 1   | Governo           | nas listas do SYRIZA |

### Eleições europeias
| Data | Votos   | %         | Deputados | +/- |
| ---- | ------- | --------- | --------- | --- |
| 2004 | 40 873  | 0,7 (#8)  | 0 / 24    |     |
| 2009 | 178 964 | 3,5 (#6)  | 1 / 22    | 1   |
| 2014 | 51 673  | 0,9 (#14) | 0 / 21    | 1   |